# 이즈미 마사유키
이즈미 마사유키(일본어: 泉政行, 1980년 5월 12일 ~ 2015년 7월 28일)는 일본의 남자 배우다. 국내엔 <<가면라이더 파이즈>>의 키바 유지 역할로 유명하며, 만화나 소설 원작의 드라마들에 주로 출연하며 연기 경력을 쌓아 올렸다.
초등학교 시절 야구부에 속해 있었고, 이즈미 본인도 야구를 특기라고 말하는 스포츠맨이었다. 다만 어릴 적에 해서인지 버라이어티 쇼에서 나온 야구 규칙 퀴즈에서 초보적인 실수를 범한 일이 있어 이른바 베이스볼맨으로의 이미지는 약하다.

## 황당한 데뷔
친구들과의 내기에서 져 일부로 웃긴 표정을 지은 사진을 찍어 고등학생들을 대상으로 하는 패션 잡지에 기고하였는데, 담당자가 분노해 직접 직접 만날 것을 요구했고, 만나 보니 의외로 멀쩡하게 잘생겨 급히 다른 사진을 찍어 게재해 독자 투고자로 데뷔했다.
독자 투고자의 경우 초상권비와 잡비 명목으로 소액의 출연료가 제공되지만, 상술한 웃긴 사진 문제로 첫 출연료는 사진 비용으로 날아갔다고 한다. 이후 TV 드라마의 단역을 통해 2002년 TV에 탤런트로 데뷔한다.

## 특수 촬영물로 대성한 배우
<<가면라이더 가부토>>의 덴도 소지 역할을 맡은 미즈시마 히로가 나오기 전까지 가면라이더 시리즈 출연자 중 가장 왕도적인 탤런트로 성공했다는 평가를 들었다. 물론 <<가면라이더 쿠우가>>로 엄청난 경력을 뽑은 오다기리 죠도 있지만 그의 경우에는 탤런트가 아닌, 영화 배우로써 경력이 굳어 버렸다.

## <<가면라이더 파이즈>>의 일화

### 주인공이 되지 못한 라이더
<<가면라이더 파이즈>>의 주연인 이누이 타쿠미 역할에 지원했고, 최종 심사까지 남아 있는 데다 당시 마지막 라이벌로 남은 한다 겐토가 너무 어려서 사실상 차기 라이더로 내정이 되었다는 소식이 돌았다. 하지만 한다 겐토가 파이널 오디션에서 압도적인 연기를 보임에 따라 이누이 타쿠미 역에서 밀려나 라이벌인 키바 유지 역을 권유받게 된다.
주변에 사실상 차기 라이더나 된 것이나 마찬가지라고 이야기하고 다닌 것을 수습할 생각에 정신이 아득해졌고 라이더가 되지 못하면 라이더의 적이라도 되어주겠다며 키바 유지 역을 승낙해 버렸다. 제작진에 불만을 표출할 수도 없었던 여러 이유 중 하나가 한다 겐토와의 인연 때문으로, <<고쿠센>> 드라마판에서 같이 나오며 친구가 되었기에 한다 겐토가 되었단 말에 멍하니 있을 수밖에 없었다고 한다.

### 연기 투혼
악에 받혀 <<가면라이더 파이즈>>에 참가하게 된 것은 좋은데 제대로 고생을 하게 된다. 1화 촬영부터 무한 대기를 계속하게 되고 2화부터 생고생을 하며 하루를 날렸고 3화에서 오르페노크로 변하는 장면은 영하의 날씨에 비오는 날 촬영이라 체감 온도가 -10도를 겪으며 "1년 동안 이 고생을 해야 하는 건가?"라는 한탄을 했다고 한다.
작품의 흐름을 파악한 8화부터 유지의 역할을 제대로 해석해 높은 평가를 받게 되지만 정작 그 뒤로 출연이 뜸해지고 스토리의 중심에 설 무렵 스턴트 사고로 얼굴에 긴 상처를 입게 되는데, 스토리 중역이 된 상황에서 촬영 일정을 어지럽히며 병원 치료를 다닐 수는 없다고 판단해 간단한 조치만 받으며 촬영에 임했고, 각본가인 이노우에 도시키는 키바 유지의 행동을 어느 정도 조정해 상처가 비추지 않게 조정하는 시나리오 수정으로 그의 연기 투혼을 칭찬했다.
이 일로 이노우에 도시키의 마음에 들었는지, 36화에 파이즈로 변신하고 48화에서는 카이저로 변신해 라이더가 되는 꿈을 이루게 된다. 덤으로 파이즈와 카이저 2관왕 달성. 그리고 극장판에서는 오가로 변신하여 최종 보스에 등극하였다.

## <<가면라이더 555>> 이후의 경력
<<가면라이더 555>> 출연 후, 원작이 있는 드라마에 주로 출연하며 서서히 인지도를 올린다. <<겨울의 윤무>>라거나 <<거짓의 화원>> 같은 장기 편성 드라마에 출연하며 연기 폭을 넓혔고 <<라이어 게임>> TV판과 <<멋진 남자 김태랑>>의 2008년 TV판에서 원작이 있는 작품을 재연하는 전문 배우로 커리어의 정점을 찍게 된다.
하지만 이 시기 건강이 나빠졌고 2011년 이후 출연을 자제하며 몸을 추스린 후 2014년 극장판 <<그레이트 풀데드>>로 은막에 복귀 후 가면라이더 서먼 라이더즈 게임판의 호스 올페노크의 음성을 담당하는 등 제2의 전성기를 맞이하나 했지만 간이 크게 나빠져 다시 입원하게 되었고 결국 2015년 7월 28일, 35세를 일기로 세상을 떠나게 되었다.